# Ирина Трапезундская
Ирина Трапезундская (около 1306 — не ранее 1382) — любовница и позже жена императора Трапезунда Василия и мать императора Алексея III. Регент в годы малолетства своего сына (1341—1352).

## Биография
Мало что известно о юности Ирины до того, как она стала любовницей Василия. Историк Уильям Миллер пишет: «Византийский историк назвал [её] куртизанкой, а трапезундский летописец — леди Трапезунда». Она родила Василию двоих сыновей, прежде чем он женился на ней в 1339 году. Законность брака оспорил патриарх Константинопольский Иоанн XIV Калека. Их брак продлился всего около девяти месяцев до смерти императора после непродолжительной болезни. Миллер снова пишет: «Шептались, что отвергнутая императрица убила его тайно, и её поведение только усиливало подозрения, поскольку она, без сомнения, была подготовлена к тому, чтобы воспользоваться его кончиной». «Отвергнутая императрица» Ирина Палеологиня и её сторонники немедленно захватили власть и отослали Ирину Трапезундскую с двумя её маленькими сыновьями, Алексеем и Иоанном, в Константинополь к отцу Ирины, Андронику III Палеологу.

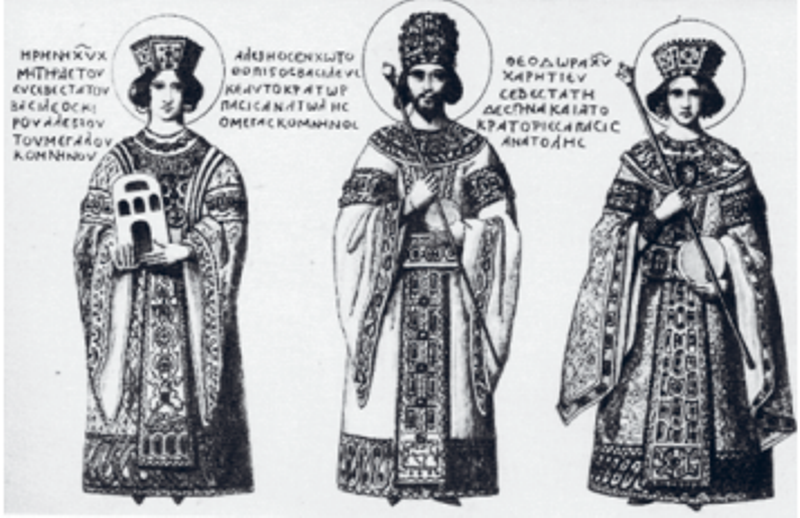
Копия фрески Шарля Тексье из монастыря Теоскепастос: в центре – Алексей III, по левую руку от него – супруга Феодора Кантакузина, по правую – мать Ирина

Пока Ирина была в изгнании, как в Трапезунде, так и в Константинополе произошли дворцовые перевороты. Византийское регентское правительство Иоанна V Палеолога поддерживало дядю её покойного супруга, Михаила, и двоюродного брата Василия, Иоанна III, в их борьбе за власть. Когда Иоанн VI Кантакузин одержал победу в гражданской войне в Византии, он стал поддерживать сына Ирины, Иоанна, в борьбе за престол Трапезунда. Её второй сын Алексей не упоминается после его отъезда из Трапезунда; возможно, он умер вскоре после прибытия в Константинополь. Иоанна поддержал могущественный Никита Схоларий, с которым у Михаила были плохие отношения. В результате, слабый и жестокий Михаил был свергнут, а сын Ирины стал новым императором, приняв имя Алексея III.
Вступление Алексея на престол в возрасте 13 лет также ознаменовало начало правления Ирины в Трапезунде. По-видимому, она боролась за власть с дворянами и особенно с семьей Доранитов, которые попытались устроить в столице восстание, когда Алексей не правил ещё и полугода. Хотя это восстание было подавлено, ради своей безопасности Алексей уехал в крепость Триполис. В 1341 году она была в походе в Лимнию с Михаилом Панаретом и отбила город у мятежного Константина Доранита. Она также сопровождала вторую кампанию во главе со своим сыном в январе 1352 года против виночерпия Иоанна Тзанича, который силой захватил свой наследный замок Тзанича.
С этого момента Ирина всё реже упоминается в исторических записях. В 1367 году она сопровождала своего сына Алексея на свадьбу своей внучки Анны с царём Грузии. В 1382 году она присутствовала на крещении своего правнука Василия, ставшего позднее императором Трапезунда под именем Алексея IV. Её дальнейшая судьба неизвестна.